# Motor City Resurrection
Motor City Resurection è un album del gruppo finlandese The 69 Eyes. È una raccolta dei primi singoli della band pubblicati in vinile e dei primi EP. Nel 2007 l'album è stato ristampato dalla Cleopatra Records e contiene delle bonus tracks.

## Tracce
1. Discipline – 3:17
2. Deuce (Kiss cover) – 2:57
3. Mrs. Sleazy – 3:45
4. Hot Butterfly – 5:01
5. Sugarman – 2:29
6. Stop Bitching! – 2:54
7. Barbarella – 3:07
8. Gimme Some Skin (The Stooges cover) – 3:02
9. Juicy Lucy – 3:41
10. The Hills Have Eyes – 3:09
11. Too Itching for Action – 3:06
12. No Hesitation – 3:43
13. Alive! – 2:29
14. Gimme Some Head (GG Allin cover) – 3:06

Tracce bonus aggiunte nella ristampa del 2007
1. One-Shot Woman – 3:18
2. TV Eye (The Stooges cover) – 3:51
3. Motormouth – 3:04
4. Return of the Fly (Misfits cover) – 2:03
5. Is It My Body (Alice Cooper cover) – 2:52
6. Call Me Animal (MC5 cover) – 2:10
7. Vietnamese Baby (feat. Andy McCoy) (New York Dolls cover) – 3:36
8. Science Gone Too Far (The Dictators cover) – 4:04

## Formazione
- Jyrki 69 - voce
- Bazie - chitarra
- Timo-Timo - chitarra
- Archzie - basso
- Jussi 69 - batteria